# Eduard Anatoljewitsch Budogoski
Eduard Anatoljewitsch Budogoski (russisch Эдуард Анатольевич Будогоский; * 9. Julijul. / 22. Juli 1903greg. in Zlatoust, Russisches Kaiserreich; † 19. Juli 1976 in Moskau) war ein sowjetischer Illustrator, insbesondere durch Holzschnitte in Kinderbüchern der 1930er Jahre bekannt.

## Leben
Budogoski war Sohn eines Offiziers. Seine ältere Schwester Lidija Budogoskaja (1898–1984) war eine bekannte Schriftstellerin.
Budogoski studierte zunächst an den Suworow-Militärschulen in Warschau und in Moskau als Vorbereitung für eine militärische Laufbahn. 1922 wechselte er an die Petrograder Kunstakademie, wo er durch die Aufnahmeprüfung an der grafischen Fakultät bis 1926 studieren konnte. Seine Lehrer waren Mstislaw Dobuschinski, Wiktor Samirailo, Jelisaweta Kruglikowa und Dmitri Mitrochin. Die Techniken des Holzschnitts vertiefte er bei Pawel Schillingowski.
Anschließend arbeitete Budogoski 8 Jahre im OGIS, dem staatlichen Verlag von 1926 bis 1934. Er war dort Assistent von Wladimir Lebedew in der Kinderbuchabteilung. Es entstanden Illustrationen für Sapruda von Olga Bergholz, Seljodka von N. Keskla, Die Abenteuer des Tom Sawyer von Mark Twain sowie Fedka von Dojwber Lewin. Dies war die fruchtbarste Zeit.
Während des Krieges wurden die meisten Originale seiner Werke und Materialien zerstört. Erst in den 1950er Jahren begann er wieder Kinderbücher zu illustrieren. Er zog nach Moskau, aber sein Verlag forderte den realistischen Standard der Zeit ab, so dass diese letzten Jahre seines Schaffens leider nicht besonders herausragende Werke hervorgebracht haben.